# Heilig Hartbeeld (Overloon)
Het Heilig Hartbeeld is een standbeeld in de Nederlandse plaats Overloon.

## Achtergrond
Het Heilig Hartbeeld werd in 1930 geplaatst op een halfronde muur naast de parochiekerk in Overloon. In 1944 is het dorp, inclusief de kerk, bij de Slag om Overloon grotendeels verwoest. Het beeld werd door een bom van de sokkel geblazen en kwam op de kop in de grond terecht. Na de oorlog werd het gerestaureerd en kreeg het, na enige omzwervingen, een plek naast de nieuwe kerk van de Heilige Theobaldus en Antonius van Padua, die in 1957 werd ingewijd.

## Beschrijving
Het stenen beeld is een Christusfiguur, staande op een halve bol, met zijn rechterarm zegenend geheven. Zijn linkerhand wijst naar het hart op zijn borst. Jezus droeg oorspronkelijk een nimbus. Het beeld staat op een eenvoudige sokkel naast de kerk.

## Rijksmonument
Het kerkgebouw met pastorie en Heilig Hartbeeld worden beschermd als rijksmonument.